# Cheimonophyllum
Cheimonophyllum Singer (kłaczkoblaszek) – rodzaj grzybów z rodziny kielisznikowatych (Cyphellaceae).

## Systematyka i nazewnictwo
Pozycja w klasyfikacji: Cyphellaceae, Agaricales, Agaricomycetidae, Agaricomycetes, Agaricomycotina, Basidiomycota, Fungi (według Index Fungorum).
Polską nazwę zaproponował Władysław Wojewoda w 2003 r. Po zmianach w taksonomii obecnie nie występuje w Polsce żaden gatunek należący do rodzaju Nothopanus. Wcześniej tu zaliczany kłaczkoblaszek boczniakowaty Cheimonophyllum candidissimum (Sacc.) Singer to obecnie według Index Fungorum Nothopanus candidissimus.
Gatunki:
- Cheimonophyllum pontevedrense Blanco-Dios 2013
- Cheimonophyllum roseum Segedin 1994
- Cheimonophyllum stipticoides (Speg.) Singer 1973

Wykaz gatunków i nazwy naukowe na podstawie Index Fungorum.